# 마우라 웨스트
마우라 웨스트(Maura West, 1972년 4월 27일 ~ )는 미국의 배우이다.

## 출연 작품
- 컴 백 투 미 (2014)
- 애즈 더 월드 턴즈 (1956)